# Marcelo Gonçalves
Marcelo Gonçalves Costa Lopes, noto semplicemente come Marcelo Gonçalves (Rio de Janeiro, 22 febbraio 1966), è un ex calciatore brasiliano.

## Carriera
Esclusi i cinque anni giocati nel campionato messicano nelle file dell'UAG, con cui vince anche un titolo nazionale, trascorre tutta la sua carriera in Brasile, vantando anche 24 presenze con la maglia della nazionale verdoro con la quale partecipa ai mondiali di Francia '98.

## Palmarès

### Club

#### Competizioni statali
- Campeonato Carioca: 2

Botafogo: 1990, 1997

#### Competizioni interstatali
- Torneo Rio-San Paolo: 1

Botafogo: 1998

#### Competizioni nazionali
- Campionato messicano: 1

UAG Tecos: 1994
- Campionato brasiliano: 1

Botafogo: 1995

### Nazionale
- Coppa America: 1

Bolivia 1997
- Confederations Cup: 1

1997